# Corpo Aéreo Irlandês
O Corpo Aéreo Irlandês (em irlandês: Aer Chór na hÉireann; em inglês: Irish Air Corps) é o ramo aéreo da Força de Defesa Irlandesa. Efetua suas ações em apoio do Exército e o Serviço Naval, que juntos, com outros ramos, são diretamente afetados pelo governo.

## Meios Aéreos
| Avião                        | Origem         | Tipo                                                     | Versões      | Em serviço | Notas                                      |
| ---------------------------- | -------------- | -------------------------------------------------------- | ------------ | ---------- | ------------------------------------------ |
| AgustaWestland AW139         | Itália         | Helicóptero Utilitário                                   | AW139        | 6          | podem ser armados com metralhadoras FN MAG |
| CASA CN-235                  | Espanha        | Patrulha Maritma                                         | CN-235M-100P | 2          | Atualizado em 2008 pela EADS-CASA          |
| Cessna 172                   | França         | Vigilância Aérea                                         | FR172H       | 5          |                                            |
| Eurocopter EC135             | Alemanha       | Treinamento/Utilitário                                   | EC135P2      | 2          |                                            |
| Bombardier Learjet 45        | Estados Unidos | Transporte VIP                                           | Learjet 45   | 1          |                                            |
| Grumman G1159C Gulfstream IV | Estados Unidos | Transporte VIP                                           | G1159C       | 1          |                                            |
| Pilatus PC-9M                | Suíça          | Treinamento                                              | PC-9M        | 7          | Originalmente 8,um destruído em 2009       |
| Britten-Norman Defender      | Reino Unido    | GASU (Garda Air Support Unit), Reconhecimento e Patrulha | BN2T-4S      | 1          |                                            |
| Eurocopter EC135             | Alemanha       | GASU (Garda Air Support Unit)                            | EC135T2      | 2          |                                            |